# 竹村茂孝
竹村 茂孝（たけむら しげたか、1899年5月3日 - 1969年1月11日）は、日本の柔道家、実業家。

## 経歴
松山市に生まれる。福岡税務署長となる父の転勤により7歳から福岡市で過ごす。福岡県立中学修猷館在学中、玄洋社の明道館で柔道を学び、1916年第1回九州学生武道大会（現・金鷲旗高校柔道大会）に同級の寺田稲次郎らとともに出場して優勝を成し遂げた。旧制第五高等学校英語法律科から、京都帝国大学法学部に進み、ともに柔道部に所属して卒業時は5段となっている。
京大卒業後、住友銀行に入行し、1933年満州に渡り満州炭鉱に入社して勤務中も柔道の普及、振興に尽力する。戦後福岡市に引き揚げ、石炭販売業竹村産業を経営する一方、1947年福岡県柔道協会を結成（第2代会長）、翌1948年九州柔道協会を結成（初代委員長）する。この年、福岡市内で新生柔道大会（関西と九州対抗）を主催した機会に、講道館の嘉納履正館長の出席のもと全国柔道家懇談会を開き、柔道界統一の契機をつくる。
以後は日本柔道界の指導的地位となり、戦後日本柔道の再建に大きく貢献する。1961年のパリ世界選手権日本選手団団長、1963年東京オリンピック柔道強化委員長、全日本柔道連盟副会長、講道館評議員などを歴任した。講道館8段。
1969年1月、講道館の昇段審議会に出席するため滞在していた東京において死去。没後講道館9段が贈られた。
実弟には、同じく著名な柔道家として知られる岩崎茂成、竹村茂昭がいる。